# Johannes Velten
Johannes Velten (auch: Velt[h]e[i]m, * 27. Dezember 1640 in Halle an der Saale; † 1691 oder 1692 wahrscheinlich in Hamburg) war ein Schauspieler.
Johann war der Sohn des Ratsherrn Valentin Velthem (* 3. Dezember 1607 in Bremervörde; † 19. Mai 1664 in Halle/Saale) und dessen am 23. August 1630 geheirateten ersten Frau Catharina Drechsler († 1642). Somit war er ein Halbbruder des Jenaer Professors Valentin Veltheim sowie zahlreicher weiterer Geschwister. Er besuchte die Schulen und das Gymnasium in Halle und Magdeburg, deren jeweilige Leiter mit seinem Vater gut bekannt waren. Velten begann am 14. August 1658 ein Studium an der Universität Wittenberg, welches er 1660 an der Universität Leipzig fortsetzte, wo er sich am 24. Februar 1661 den akademischen Grad eines Magisters der Philosophie erwarb. Er avancierte auch zum Kandidaten der Theologie.
Er trat Mitte der 1660er der Schauspielertruppe Carl Andreas Paulsen bei und heiratete 1671 die Tochter des Prinzipals, Catharina Elisabeth Paulsen. Er gründete 1672 seine eigene Theaterkompanie, die späteren Hochdeutschen Hofcomödianten, und übernahm nach dessen Tod 1678 die Theaterprivilegien Paulsens. Über 20 Jahre lang leitete und professionalisierte er diese Deutsche Wanderbühne und führte als sprachlich und literarisch bewanderter Künstler Stücke nach deutschen, italienischen und französischen Vorlagen auf, unter anderem nach dem von ihm geschätzten Molière. Seine Truppe zählte zu den besten deutschsprachigen Theatern der Zeit und wurde nach seinem Tod von seiner Frau erfolgreich weitergeführt.
Velten und seine Frau waren in den ersten Hamburgischen Theaterstreit mit der Lutherischen Orthodoxie verwickelt, in dessen Zuge allen Theaterleuten aufgrund von deren Unmoral und Erzsünde die Eucharistie und die Beichte verweigert wurde. Vor diesem Hintergrund blieben Velten bei seinem Tod die Sterbesakramente vorenthalten.